# Повіт Кіта-Мураяма
Пові́т Кіта́-Мурая́ма (яп. 北村山郡, きたむらやまぐん, МФА: [ki̥ta muɾajama guɴ]) — повіт в префектурі Ямаґата, Японія.